# ウマノオバチ
ウマノオバチ (Euurobracon yokahamae) は、コマユバチ科の寄生蜂である。漢字で書くと馬尾蜂で、音読みでバビホウと呼ばれることもある。
カミキリ類などに寄生する。多くの文献で、シロスジカミキリの幼虫に寄生すると解説されているが、実際にはミヤマカミキリの蛹などに寄生しており、シロスジカミキリ幼虫への寄生は起こりにくい可能性が指摘されている（後述）。

## 分布
日本、中国、台湾、朝鮮半島、インド、ラオス、タイといったアジア各国に生息する。
日本では林相の変化や土地開発等の影響により生息環境が悪化しており、環境省のレッドデータブックで準絶滅危惧種として掲載されているほか、地域版のレッドリスト等にもリストアップされていることがある。ただし、農家の高齢化などにともない、手入れがされないクリ畑が増え、クリを食害するミヤマカミキリが増加したことで、ウマノオバチも一時的・局地的に増加している可能性が指摘されている。

## 形態
体長は約15-25mm程度で、メスは体長の4-8倍程度の長さの産卵管を持つことが知られている。オスの眼は大きく腎臓形、メスの眼は小さく球形。翅には斑紋がある。

## 生態
メスは、クリなどの木の内部に潜む寄主が作った坑道を通って樹木内部に潜りこみ、寄主の近くに長い産卵管の先を残して外に脱出したのち、産卵管を動かして寄主に卵を産み付ける。
寄主としてはシロスジカミキリの幼虫やミヤマカミキリの幼虫、あるいはタマムシやボクトウガなどさまざまな候補が挙げられており、特にシロスジカミキリの幼虫は多くの文献で寄主として言及されている。このように寄主となる種に諸説があるのは、ウマノオバチが寄主として利用している種が樹木の中心近くに潜んでいるため、実際に寄生している様子を確認するのが困難であったためである。しかし、クリの木材中から得られたサンプルから、本種がミヤマカミキリの蛹に寄生していることが明らかになり、本種はカミキリムシの幼虫ではなく蛹に寄生することが示唆された。また、シロスジカミキリの蛹の発生時期（9月頃）とウマノオバチの産卵時期（5月頃）が重ならないため、シロスジカミキリには寄生しない可能性があると指摘されている。

## 分類
本種が属する Euurobracon 属は、コマユバチ科コマユバチ亜科に含まれる小さい属で、世界で10数種が知られる。日本からは本種のほかにヒメウマノオバチ（E. breviterebrae）が知られ、翅脈の形状や産卵管の長さなどで区別できる。
学名の種小名は yokahamae で、原記載論文で横浜のつづりを誤って名前に使用したものと考えられている。一部の文献では、ウマノオバチの種小名を yokohamae としているが、国際動物命名規約上は問題ない記載であるため、yokahamae が正しい学名として扱われる。